# Metagonia osa
Metagonia osa is een spinnensoort uit de familie trilspinnen (Pholcidae). De soort komt voor in Costa Rica. 